# Passage Choiseul
Le passage de Choiseul, plus simplement nommé le passage Choiseul, est un passage couvert parisien situé dans le 2e arrondissement.

## Situation et accès
Il est situé entre la rue des Petits-Champs au sud et la rue Saint-Augustin au nord.
Ce site est desservi par la station de métro Quatre-Septembre.

## Origine du nom
Ce passage forme le prolongement de la rue de Choiseul, qui porte le nom d'Étienne-François de Choiseul-Beaupré-Stainville, ministre de la Guerre et ministre des Affaires étrangères sous Louis XV.

## Historique

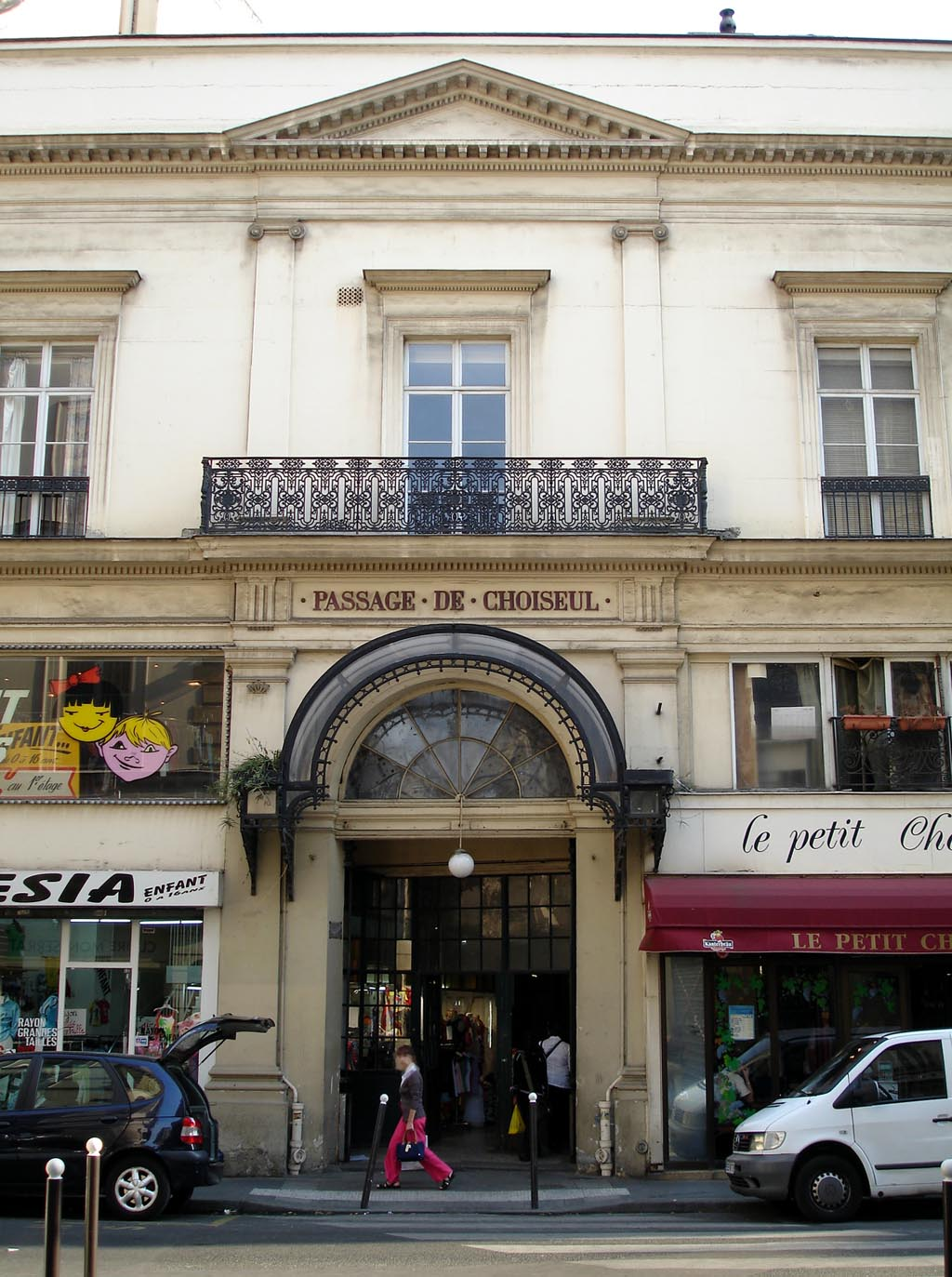
Entrée nord du passage de Choiseul, donnant sur la rue Saint-Augustin.

Le passage Choiseul fut édifié entre 1825 et 1827 à proximité des Grands Boulevards, alors très fréquentés, à l'initiative de la banque Mallet et Cie en vue de réaliser une opération d'ordre spéculatif. Celle-ci devait avoir lieu dans le quadrilatère formé par les rues Gaillon, Saint-Augustin, Sainte-Anne, et des Petits-Champs.
Pour cela, on fit détruire les hôtels de Lionne, de Langlée, de Gesvres (dont le porche constitue encore l’entrée nord du passage) et Radepont, en projetant de construire des immeubles à leur place. Or, seul le passage Choiseul fut bâti finalement, car ce programme a été bouleversé par la construction du théâtre de l'Opéra-Comique (salle Ventadour de nos jours).
Les plans ont été dessinés par l'architecte François Mazois mais celui-ci ne verra pas l'achèvement de son travail puisqu'il meurt en 1826. La relève est assurée par Antoine Tavernier qui fut chargé de l'achèvement du passage. Ce dernier dressa les plans du passage Sainte-Anne, permettant un accès depuis l'est au passage Choiseul. À noter qu'un autre accès sur la rue Dalayrac a été ouvert côté ouest.
Le passage est le plus long des passages couverts parisiens avec une longueur de 190 m pour une largeur de 3,7 m. Il consiste en une enfilade d'arcades sur pilastres au niveau du rez-de-chaussée. Ce dernier et l'entresol sont occupés en majorité par des boutiques tandis que les premier et second étages sont plutôt résidentiels. De part et d’autre de l’allée, les maisons de quatre étages sont identiques. Elles sont composées d’une cave en sous-sol, d’un rez-de-chaussée, d’un entresol, de deux étages d’habitation et d’un niveau mansardé au-dessus de la verrière. Cette verrière fut remplacée vers 1907. Celle-ci fait l'objet de plusieurs campagnes de rénovation-restauration entre 2012 et 2019, par l'architecte Jean Frédéric Grevet et l'agence ID-wad, qui ont permis au passage Choiseul de retrouver une meilleure qualité architecturale grâce à la restitution de sa verrière, ses deux marquises situées aux extrémités du passage, son sol et son éclairage.
Les murs du passage sont en pans de bois et offrent des ornementations sobres. Des pilastres en bois imitant le marbre sont ornés d'un chapiteau d'où partent les arcades.
Le passage Choiseul, ainsi que le passage Sainte-Anne, avec leurs façades intérieures et les toitures sur rue des immeubles 23, rue Saint-Augustin, 40, rue des Petits-Champs, 6 à 46, rue Dalayrac et 59, 61, rue Sainte-Anne, sont inscrits au titre des monuments historiques par arrêté du 7 juillet 1974.
Progressivement tombé en désuétude comme beaucoup d'autres passages parisiens, le passage Choiseul a connu une explosion de sa fréquentation au début des années 1970 quand le couturier Kenzo y ouvrit une boutique branchée. Sa fréquentation, qui avait reculé depuis le déménagement du couturier place des Victoires, s'est relativement stabilisée depuis lors et dépendant des horaires d'ouverture de la galerie.
Le passage est ouvert du lundi au samedi de 8 h à 20 h.

## Bâtiments remarquables et lieux de mémoire
Le lieu possède un passé littéraire :
- Alphonse Lemerre, le premier éditeur des poètes parnassiens possédait en effet sa boutique dans le passage au no 23 et publia la revue Le Parnasse contemporain: les grands poètes qu'il publia, comme Paul Verlaine, François Coppée, Catulle Mendès s'y sont fréquentés ;
- Louis-Ferdinand Céline y vécut enfant de 1899 à 1907, sa mère y tenant une boutique de nouveautés au no 67 puis, à partir de 1904, au no 64[4]. Il immortalisa le passage dans sa décrépitude en 1936, sous le nom de « passage des Bérésinas », dans Mort à crédit[5]. Une borne historique lui rend hommage[6] ;
- Le théâtre des Bouffes-Parisiens possède sa sortie secondaire dans le passage (no 67[6]) et contribue depuis son ouverture en 1857 à l'animation du passage.

Le no 78 fut l'adresse des éditions Alphonse Leduc de 1844 à 1846.

## Dans la littérature
- Dans le roman Au Bonheur des Dames (1883), Émile Zola écrit : « Elle n'entendait pas, derrière elle, Clara qui racontait à Marguerite une des cachotteries de Madame Frédéric, la façon dont celle-ci faisait le tour, matin et soir, en enfilant le passage Choiseul, afin de donner l'idée qu'elle logeait peut-être sur la rive gauche »[8].

## Pour approfondir